# Naver
Naver (hangul: 네이버) es el principal portal de Internet de Corea del Sur. Naver fue lanzado en junio de 1999 y fue el primer portal coreano que disponía de un buscador propio e independiente integrado con la página. Desde entonces ha liderado la carrera del desarrollo de buscadores en Corea. Además Naver proporciona muchos servicios a los internautas: posee una agencia de noticias propia que cubre exhaustivamente más de 90 medios de comunicación, un servicio de correo electrónico y un buscador de tesis doctorales. Su contenido más popular son los de los manhwas Torre de Dios y Girls of the Wilds. También es dueña de la aplicación de llamadas gratis LINE.
A partir de septiembre de 2017, el motor de búsqueda manejó el 74.7% de todas las búsquedas web en Corea del Sur y tenía 42 millones de usuarios inscritos. Más de 25 millones de coreanos tienen Naver como página de inicio en su navegador predeterminado y la aplicación móvil tiene 28 millones de visitantes diarios. Naver también se conoce constantemente como 'el Google de Corea del Sur'.

## Historia
Naver se creó en junio de 1999 como el primer sitio web del portal de Corea del Sur con su propio motor de búsqueda. En agosto de 2000, Naver comenzó el servicio de "búsqueda integral", que permite a los usuarios obtener una variedad de resultados de una consulta de búsqueda en una sola página, organizada por tipo, incluidos blogs, sitios web, imágenes, cafés, etc. Esto fue hace cinco años antes de que Google lanzara una oferta similar con su función de "búsqueda universal".
En los primeros días de la operación de Naver, había una escasez relativa de páginas web disponibles en el idioma coreano. Para llenar este vacío, Naver se convirtió en una pionera en el contenido generado por los usuarios mediante la creación del servicio 'Knowledge iN (Hangul: 네이버 지식인)' en 2002. En Knowledge iN, los usuarios pueden formular preguntas sobre cualquier tema y seleccionar entre las respuestas proporcionadas por otros usuarios, otorgando puntos a los usuarios que dan las mejores respuestas. Knowledge iN se lanzó tres años antes que Yahoo! lanzara su servicio similar 'Yahoo! Respuestas', y ahora posee una base de datos de más de 200 millones de respuestas.
Con los años, Naver ha seguido expandiendo sus servicios. Lanzó su servicio web de cómics 'Webtoon' en 2004 y su servicio personal de Blog en 2005. Entre 2005 y 2007, Naver amplió sus servicios de búsqueda multimedia, incluida la búsqueda de música y videos, así como la búsqueda móvil.
En 2019, Naver reorganizó su versión móvil de la pantalla principal, excluyendo las ventanas de búsqueda y algunos menús. En respuesta, se han publicado más de 3.000 comentarios que se oponen al cambio.
Naver introdujo nuevas restricciones en los comentarios para proteger a las celebridades de comentarios maliciosos de audiencias anónimas en línea en marzo de 2020. Esto siguió a un incidente de 2019 en el que una famosa estrella del K-pop Sulli se suicidó debido a la depresión después de enfrentar una gran cantidad de comentarios maliciosos. Naver reemplazó el cuadro de comentarios con emojis faciales en marzo de 2020 después de las críticas a las implicaciones de salud mental para las celebridades.
En el 19 de enero de 2020, Naver se convirtió en propietario de Wattpad, un servicio de libros en línea.
En octubre de 2020, la Comisión de Comercio Justo de Corea del Sur (Korea Fair Trade Commission en inglés), multó a Naver con 26 700 millones de wones (22,9 millones de dólares) por manipular su algoritmo entre 2012 y 2015 a favor de sus propios servicios, como Smart Store y Naver TV, sobre los servicios prestados por sus rivales. La participación de Naver en el sector de mercado abierto aumentó del 4,97% en 2015 al 21,08% en 2018, mientras que las cuotas de mercado de los competidores bajaron.
En octubre del 2022, Naver completó su adquisición más grande hasta la fecha, al comprar la compañía estadounidense Poshmark por 1.2 billones de dólares.

## Naver infantil
Naver infantil o júnior (Hangul: 쥬니어 네이버), también conocido como Juniver (Hangul: 쥬니버), es un portal web para niños, similar a Yahoo! Kids. Incluye servicios especiales como enlaces a juegos, avatares, enlaces a sitios educativos, cuestionarios, historias, bromas y un ayudante para los deberes. Es como Naver pero ilustrado para niños. Aparte incluye juegos en línea para niños de todas las edades, con una red de juegos de ordenadores surcoreanos.

## Naver Webtoon
Naver Webtoon (Hangul: 네이버 웹툰), después llamado solamente como WEBTOON, es una plataforma web-cómic donde los usuarios tienen libre acceso a una variedad de webtoons creados por artistas profesionales. También pueden pagarle a los editores para ver cómics y contenidos de ficción de género en línea. Naver también tiene una sección 'Desafío' que permite a los aficionados publicar y promocionar sus propios trabajos.
También hay una serie de dramas coreanos que están motivados por estos webtoons.

## Naver Cafe
Naver Cafe (Hangul: 네이버 카페) es un servicio que permite a los usuarios de Naver crear sus propias comunidades de Internet. Había 10,5 millones de cafés funcionando a partir de mayo de 2017.

## Naver Blog
Naver Blog (Hangul: 네이버 블로그) comenzó con el nombre 'papel' en junio de 2003, y evolucionó a 'blog' en octubre de 2003. Tenía 23 millones de usuarios a partir de abril de 2016.
Durante dos semanas a partir del 1 de mayo de 2021, Naver celebró un evento para pagar hasta 16.000 wones a las personas que publicaron en el blog de Naver todos los días. Sin embargo, este evento terminó antes debido a una serie de incidentes en los que personas con múltiples identificaciones. La mayoría de las personas que participaron en el evento criticaron la respuesta de Naver.
Naver anunció en su blog oficial que reanudaría su evento "Today's Diary Challenge (coreano: # 오늘 일기 챌린지)", que terminó temprano en tres días, a partir del 24 de mayo. Sin embargo, solo aquellos que participaron en el evento previamente descontinuado (que completaron el récord de tres días) pueden participar en el evento.
Naver anunció el 13 de mayo de 2021 que también mostraría fotos de perfil si se publicaban comentarios en los artículos de noticias de Naver. Anteriormente, era difícil reconocer a los usuarios porque solo se revelaban cuatro dígitos delante de la identificación del autor que comentaba los artículos de noticias de Naver. Naver esperaba que fuera más fácil reconocer a los usuarios y resolver el problema de los comentarios maliciosos mediante la implementación de dichos servicios. Los críticos criticaron a la empresa por su censura de comentarios.

## Naver TV
Naver TV (anteriormente Naver TV Cast), es una red de transmisión web que proporciona principalmente dramas web distribuidos por Naver.

## Knowledge iN
Knowledge iN (coreano: 지식인), anteriormente Knowledge Search (coreano:지식검색), es una plataforma de preguntas y respuestas en línea lanzada en octubre de 2002. La herramienta permite a los usuarios hacer cualquier pregunta y recibir respuestas de otros usuarios. Knowledge iN fue un ejemplo temprano de aprovechar el contenido generado por el usuario para expandir la cantidad de información disponible en la web, particularmente en el idioma coreano. Bradley Horowitz, exvicepresidente de estrategia de producto en Yahoo!, ha citado a Knowledge iN como la inspiración para Yahoo! Respuestas, que se lanzó tres años después de que Naver presentara el servicio original.
Knowledge iN tiene varias categorías:
- Knowledge Q&A: permite preguntas generales sobre cualquier tema y tiene muchas subcategorías dentro de sí mismo.
  - Educación, Academia
  - Comunicación por computadora
  - Juegos
  - Entretenimiento, Arte
  - Vida (Vida cotidiana)
  - Salud
  - Sociedad, Política
  - Economía
  - Viajar
  - Deportes, ocio
  - Compras
  - Preguntas y respuestas locales: permite que las personas soliciten información local, como buenos restaurantes, tiendas baratas, bienes raíces, etc.
  - Preguntas y respuestas sobre Agonía: para personas que buscan consejos sobre relaciones, amor, carrera y sexo (incluida una función anónima). Mientras que otras categorías suelen proporcionar respuestas objetivas, Agonía tiende a devolver respuestas más obstinadas.
  - Preguntas y respuestas sobre Juniver - preguntas para niños.
- Personas: muestra las personas que responden la mayor cantidad de preguntas en cada área.
- Mejores preguntas: muestra las preguntas que generaron más tráfico.
- Open Dictionary - es una base de datos de artículos informativos generados por los usuarios. Los usuarios pueden crear un artículo solo o también pueden permitir que otros usuarios contribuyan creando un hilo de artículos sobre el mismo tema. Los usuarios también pueden agregar sus propias respuestas desde Knowledge Q&A al Open Dictionary.

## Naver Language Dictionary
Naver Dictionary admite 34 idiomas, incluidos inglés, coreano, chino, caracteres chinos, japonés, comunicación global, vietnamita, uzbeko, indonesio, tailandés, árabe, camboyano, tamil, mongol, hindi, persa, nepalí, suajili, francés, alemán, español , Ruso, italiano, latín, portugués, turco, georgiano, albanés, ucraniano, rumano, holandés, sueco, húngaro, polaco y checo a partir de mayo de 2017. El reconocimiento de escritura se admite en japonés y chino. En 2016, Naver anunció que invertiría 10 mil millones de wones para el desarrollo de diccionarios de idiomas.

## Enciclopedia Naver
Naver Encyclopedia (Hangul: 네이버 사전) consiste en una base de datos profesional con más de 3 millones de entradas de muchas enciclopedias diferentes. Más de 1000 expertos en física, alimentos, películas y otros campos están produciendo 45 tipos de contenido especializado en la enciclopedia del conocimiento de Naver, y se acumulan 50,000 palabras clave. La Enciclopedia del conocimiento de Naver también trata con más de 100 instituciones públicas y ha recibido más de 900 tipos de bases de datos.

## Naver Mail
Naver Mail (Hangul: 네이버 메일) es un servicio de correo electrónico que puede utilizar cualquier usuario de Naver. A cada persona se le dan 5 GB de almacenamiento.

## PRISM Live Studio
PRISM Live Studio (Hangul: 프리즘 라이브 스튜디오) es una aplicación de transmisión en vivo tanto para dispositivos móviles como para PC. Los streamers pueden transmitir simultáneamente a múltiples plataformas, también conocido como transmisión simultánea, mientras usan hasta 1080p HD, todo sin aumentar el uso de la red. Las plataformas compatibles incluyen YouTube, Facebook, Twitch, Periscope, V Live, Naver TV, afreecaTV, KakaoTV y canales RTMP. La aplicación también se puede utilizar para editar videos.